# بیرا، موزامبیک
بیرا، موزامبیک (به لاتین: Beira, Mozambique) دومین شهر پرجمعیت کشور موزامبیک است که در Sofala Province واقع شده‌است.

## خصوصیات
بیرا ۶۳۳ کیلومترمربع مساحت و ۴۳۶٬۲۴۰ نفر جمعیت دارد و ۱۴ متر بالاتر از سطح دریا واقع شده‌است.

## خواهرخوانده
شهرهای زیر خواهرخوانده‌های بیرا، موزامبیک هستند.
- بریستول - بریتانیا (از ۱۹۹۰)
- پورتو - پرتغال (از ۲۰۰۸)
- پورت الیزابت - آفریقای جنوبی
- پادووا - ایتالیا
- کویمبرا - پرتغال (از ۱۹۹۷)
- Bender - مولداوی
- آمستردام - هلند (تا ۲۰۰۵)